# 马来西亚濒海战舰丑闻
濒海战舰丑闻（英語：LCS scandal）是2022年被揭发的一宗马来西亚政治丑闻，涉及金额达90亿令吉，由马来西亚公共账目委员会于2022年8月4日在国会提呈濒海战舰采购调查报告揭露。公账会主席黄家和称时任巫统主席阿末扎希过去在前首相纳吉·阿都拉萨时代担任国防部长时，无视海军需求，在承包商游说下，径自更换濒海战舰的设计，前海军司令阿都阿兹（Abdul Aziz Haji Jaafar）曾10度致函阿末扎希抗议但未获回应。透明国际组织和人民公正党署理主席拉菲兹将此战舰丑闻与一个马来西亚发展有限公司丑闻（1MDB）相提并论。
2022年8月16日，前大马皇家海军司令阿末南利因濒海战舰丑闻被控3项刑事失信罪，涉及款额达2亿1080万令吉。一旦罪名成立，可被判处监禁不少过2年，最高监禁20年、鞭笞及罚款。法官批准他以50万令吉及一名担保人保释候审，同时谕令阿末南利将护照交给法庭保管，案件定于11月24日过堂。
2022年12月10日，国防部长莫哈末哈山重申，政府将致力于完成濒海战舰项目，直到相关战舰完工为止。2023年5月27日，首相安华·依布拉欣表示，由于马来西亚已经在濒海战斗舰计划中投入了60亿令吉，因此这项计划只能继续进行和完成。

## 背景
濒海战舰（LCS）是马来西亚国防部史上最大的采购案，于2011年12月6日颁予莫实得控股公司（Boustead Holdings Bhd）的子公司莫实得海军造船厂有限公司（Boustead Naval Shipyard Sdn Bhd），并于2014年7月17日正式签约。
莫实得海军造船厂最大股东为武装部队基金局（LTAT）。按照原定计划，6艘战舰中的第1艘，应于2019年4月完成交付。
截至2020年10月，国防部已支付60亿8300万令吉，但莫实得却还没有制造出任何一艘战舰，导致交货期限延误超过2年半。